# مات هانسون
مات هانسون (بالإنجليزية: Matt Hanson)‏ هو مخرج بريطاني، ولد في 17 سبتمبر 1971 في هدرسفيلد في المملكة المتحدة.

## وصلات خارجية
- مات هانسون على موقع ميوزك برينز (الإنجليزية)